# Tuñes
Tuñes es una aldea que pertenece a la parroquia de Valliniello en el concejo de Avilés (Principado de Asturias). Se encuentra a 84 m s. n. m. y está situado a 4,20 km de la capital del concejo, Avilés. 

## Población
En 2023 contaba con una población de 15 habitantes (INE 2023) repartidos en 11 viviendas.